# Aziatische Spelen 1962
De vierde Aziatische Spelen werden gehouden in het Indonesische Jakarta van 24 augustus tot 4 september 1962. Meest opvallende aan deze editie is het ontzeggen van Israël en Taiwan van deelname door de Indonesische regering.
Door de pressie van Arabische landen en Volksrepubliek China wees de Indonesische regering de verzoeken voor een visum af van de atleten uit Israël en Taiwan. Ondanks de afspraken die tussen de Aziatische Spelen federatie en de Indonesische regering waren gemaakt en de belofte die de Indonesische regering had gedaan om alle landen die lid waren van de federatie uit te nodigen, inclusief diegene waarmee weinig contact was (Israël, Taiwan en Zuid-Korea), werd het recht van Israël en Taiwan toch ontnomen.
Een totaal van 1.460 atleten deed mee aan deze editie, ze waren afkomstig uit 16 verschillende landen. Badminton stond voor het eerst op het programma tijdens deze editie. De officiële opening in het Gelora Bung Karno stadion werd verricht door president Soekarno.

## Sporten
| - Atletiek - Badminton - Basketbal - Boksen - Wielersport - Voetbal - Hockey | - Schietsport - Zwemmen - Tafeltennis - Tennis - Volleybal - Worstelen |

## Medaillespiegel
| Medaillespiegel | Medaillespiegel | Medaillespiegel | Medaillespiegel | Medaillespiegel | Medaillespiegel |
| --------------- | --------------- | --------------- | --------------- | --------------- | --------------- |
| Rang            | Land            | Goud            | Zilver          | Brons           | Total           |
| 1               | Japan           | 73              | 65              | 23              | 152             |
| 2               | India           | 10              | 13              | 10              | 33              |
| 3               | Indonesië       | 9               | 12              | 27              | 48              |
| 4               | Filipijnen      | 7               | 4               | 16              | 27              |
| 5               | Zuid-Korea      | 4               | 9               | 10              | 23              |
| 6               | Pakistan        | 3               | 4               | 4               | 11              |
| 7               | Thailand        | 2               | 5               | 5               | 12              |
| 8               | Maleisië        | 2               | 3               | 5               | 10              |
| 9               | Birma           | 2               | 1               | 7               | 10              |
| 10              | Singapore       | 1               | 0               | 1               | 2               |
| 11              | Ceylon          | 0               | 1               | 2               | 3               |
| 12              | Hongkong        | 0               | 0               | 1               | 1               |
| Total           | Total           | 113             | 103             | 108             | 324             |

1951 ·
1954 ·
1958 ·
1962 ·
1966 ·
1970 ·
1974 ·
1978 ·
1982 · 
1986 · 
1990 · 
1994 · 
1998 · 
2002 · 
2006 · 
2010 · 
2014 · 
2018 · 
2022